# Вантух Мирослав Михайлович
Миросла́в Миха́йлович Ва́нтух (нар. 18 січня 1939, с. Великосілки, Львівський район, Львівська область) — український хореограф, генеральний директор — художній керівник Національного заслуженого академічного ансамблю танцю України імені Павла Вірського, директор хореографічної школи при Національному заслуженому академічному ансамблі танцю України імені Павла Вірського; голова Національної хореографічної спілки України; президент Міжнародного фестивалю-конкурсу дитячих колективів народного танцю, член-засновник Академії мистецтв України (грудень 1996 р.), народний артист України (1977), професор (1997), Герой України (2004), почесний громадянин Києва.

## Родина
Народився 18 січня 1939 року в селі Великосілки Кам'янко-Струмилівського повіту Тернопільського воєводства Польщі (нині Новояричівська селищна територіальна громада Львівського району Львівської області України). Українець. Батько — Михайло Костянтинович (1910–1946), мати — Марія Михайлівна (1913–1957), дружина — Валентина Володимирівна (нар. 1945) — народна артистка України, хореограф, художній керівник хореографічної школи при Національному заслуженому академічному ансамблі танцю України імені Павла Вірського, дочка Галина (1974 року) — заслужений артист України, солістка балету Національного заслуженого академічного ансамблю танцю України імені Павла Вірського, син Мирослав (нар. 1979) — філолог.

## Освіта
Львівське культурно-освітнє училище, відділ культосвітроботи (1956–1958); Академія суспільних наук (м. Москва, 1972–1977).
Володіє польською мовою.

## Життєпис
Квітень-жовтень 1958 — лаборант кабінету культмасової роботи, Львівський культосвітній технікум.
Жовтень 1958 — грудень 1961 — служба у лавах Радянської армії.
Січень 1962 — лютий 1980 — баяніст, репетитор, керівник танцювального колективу, художній керівник — головний балетмайстер, Заслужений ансамбль танцю України «Юність» при Львівському палаці культури управління профтехосвіти імені Юрія Гагаріна (нині Палац культури учнівської молоді).
З лютого 1980 — художній керівник Національного заслуженого академічного ансамблю танцю України імені Павла Вірського.
Член президії Комітету з Державних премій України імені Тараса Шевченка (вересень 1996 — вересень 1999); член Комітету Національних премій України імені Тараса Шевченка (вересень 1999 — жовтень 2001).
Вів семінари з хореографічної майстерності у США і Канаді.

## Відзнаки
- Звання Герой України з врученням ордена Держави (21 серпня 2004) — за визначні особисті заслуги перед Українською державою у розвитку національної культури, збереження та збагачення традицій народного хореографічного мистецтва, багаторічну плідну творчу діяльність[2]
- Орден князя Ярослава Мудрого III ст. (22 січня 2024) — за значні заслуги у зміцненні української державності, мужність і самовідданість, виявлені у захисті суверенітету та територіальної цілісності України, вагомий особистий внесок у розвиток різних сфер суспільного життя, сумлінне виконання професійного обов'язку[3]
- Орден князя Ярослава Мудрого IV ст. (20 серпня 2010) — за значний особистий внесок у соціально-економічний, науково-технічний і культурний розвиток Української держави, вагомі трудові досягнення, багаторічну сумлінну працю та з нагоди 19-ї річниці незалежності України[4]
- Орден князя Ярослава Мудрого V ст. (16 січня 2009) — за вагомий особистий внесок у справу консолідації українського суспільства, розбудову демократичної, соціальної і правової держави та з нагоди Дня Соборності України[5]
- Орден «За заслуги» I ст. (19 травня 2003) — за вагомий особистий внесок у збереження і розвиток традицій українського хореографічного мистецтва, високу професійну майстерність[6]
- Орден «За заслуги» II ст. (18 січня 1999) — за вагомий особистий внесок у розвиток української національної культури, багаторічну плідну мистецьку діяльність[7]
- Почесна відзнака Президента України (3 березня 1995) — за видатний внесок у розвиток хореографічного мистецтва, збагачення української танцювальної спадщини[8]
- Народний артист Української РСР (1977)
- Заслужений діяч мистецтв Української РСР (1968)
- Державна премія України імені Т. Шевченка 1993 року у галузі концертно-виконавської діяльності — за постановки танцювальних композицій «У мирі та злагоді», «Карпати», «Літа молодії», «Український танець з бубнами»[9]
- Відзнака Президента України «Національна легенда України» (20 серпня 2021) — за визначні особисті заслуги у становленні незалежної України і зміцненні її державності, вагомий внесок у розвиток національного мистецтва, спорту, багаторічну плідну професійну діяльність[10]
- Почесна грамота Кабінету Міністрів України (14 січня 1999) — за вагомий особистий внесок у розвиток національного хореографічного мистецтва, високу професійну майстерність[11]
- Почесна Грамота Президії ВР УРСР (1967, 1985).
- Почесна Грамота Верховної Ради України (2004).
- Орден Дружби народів (1986).
- Народний артист Російської Федерації (січень 2003). Відмовився від звання після початку агресії Російської Федерації проти України.

## Постановки
- 1983 — «Карпати»
- 1986 — «В мирі та злагоді»
- 1986 — «Український чоловічий танець з бубнами»
- 1994 — «Літа молодії»
- 1994 — «Російська сюїта»
- 1995 — «Українське вітання»
- 1998 — «Гуцульський танець»
- 1999 — «Україно моя»

Танці в операх «Катерина» М. Аркаса, «Назар Стодоля» К. Данькевича, «Запорожець за Дунаєм» С. Гулака-Артемовського (у Львівській опері).

## Галерея
|